# ROCKERS
『ROCKERS』（ロッカーズ）は、2003年に公開された陣内孝則がボーカルとして在籍していたバンドTH eROCKERSの実話にちなんだ日本映画。

## 概要
監督の陣内孝則がかつて在籍していたバンドTH eROCKERSの青春を描いた、陣内の自伝的映画作品である。
陣内は、1996年にバイク事故によって死去したTH eROCKERSのギタリストであった谷信雄への思いから、この映画の企画を立ち上げた。そして「映画にするのなら観客を楽しませる内容でなければならない」との考えから、笑いあり涙ありのストーリーとし、ライブシーンにもこだわった。プロットは陣内が1998年に書いた自伝的小説『アメイジング・グレイス』によっている。
ロッカーズの5人のメンバーのうち、玉木宏だけオーディションで決定し、他のメンバー4人やはなわに関しては、ブレイク前からキャスティングを決定していた。また玉木は、クランクインから俳優兼ギタリストの三原康可の指導でギターに初挑戦し、その後の歌手活動をスタートさせるきっかけになった。玉木と塚本のギターは谷信雄の遺品で、クランクイン前の練習から使用した。
サウンドトラックは、TH eROCKERSのライブ音源を使用したエンディングの「涙のモーターウェイ」を除いてほとんどの曲をTH eROCKERSと同時代に活動したルースターズのメンバーからなるロックンロール・ジプシーズが新たにレコーディングをした。
ロッカーズの5人は劇中のバンド「ROCKERS」として、『HEY!HEY!HEY! MUSIC CHAMP』や『MUSIC STATION』などの音楽番組にも出演し、陣内も応援に駆けつけた。
佐藤浩市や中井貴一、小泉今日子、鈴木京香といった俳優のゲスト出演の他に、谷信雄と親交のあった深町健二郎や、浦田賢一、伊佐山ひろ子、松重豊といった地元福岡出身の俳優やタレントが多数出演している。また、大杉漣は「恋の確定申告」という劇中歌を披露している。

## キャスト

### ROCKERS
- 高木仁（ジン〈陣内孝則〉） -  中村俊介
- 谷信之（タニ〈谷信雄〉） - 玉木宏
- 桃沢力人（モモちゃん〈船越祥一〉） - 岡田義徳
- 早乙女学（ガクちゃん〈穴井仁吉〉） - 佐藤隆太
- 山田公介（コーちゃん〈鶴川仁美〉） - 塚本高史

### リップオフ
- 桜井 - 玉山鉄二
- リップオフ - ザ・スリル
- リップオフのギタリスト - 三原康可

### Guest Stars
- 葬儀の母親 - 麻生祐未
- 二枚目スター - 風間トオル
- 杉村パルコ - 小泉今日子
- 眼科医人見 - 佐藤浩市
- 看護婦 - 鈴木京香
- 牧師 - 中井貴一
- コンテストMC - 松重豊
- キース・リチャーズ似の男 - モト冬樹
- 往診の若い医師 - 八嶋智人

### その他
- 佐藤真弓 - 上原美佐
- 高木巌（ジンの父） - 浦田賢一
- 高木良江（ジンの母） - 伊佐山ひろ子
- アケミ - 植松真美
- 仲よし會総長 - 小林且弥
- 仲よし會副長 - はなわ
- あけみ（八代目総長お疲れさまでしたパーティのコンパニオン・東京から来たモデル） - 植松真美
- 鮫島 - 金原泰成
- ジンの祖父 - 久保晶
- 門前払いの男 - 王様
- 三味線でオーディション - 花原照子
- ラーメン屋の大将 - 手嶋雅彦
- 少年時代のコーちゃん - 神木隆之介
- 不倫課長 - 深町健二郎
- 不倫OLみちるくん - 萬田美子
- 携帯ショップの客 - 陣内孝則
- 博多パラダイス山路 - 白竜
- 喫茶店のマスター - 大杉漣
- 喫茶店のウェイトレス - 沢松綾子

## スタッフ
- 原案・監督 - 陣内孝則
- 脚本 - 斉藤ひろし
- 音楽プロデューサー - スマイリー原島、三原康可[11]
- 美術監督 - 清水剛
- 監督補 - 杉山嘉一
- 照明 - 花岡正光
- 録音 - 横野一氏工
- 助監督 - 鎌田敏明、吉田亮、甲斐聖太郎、泉野真依子
- 音響効果 - 仲西匡
- キャスティング - 山口正志
- アクションコーディネーター - 石垣広文、竹内康博、中川素州、伊藤俊、加藤学、永徳、渡辺淳、田村智樹、後藤健、野川瑞穂、橋口未和
- ラボ - IMAGICA
- スタジオ - 日活撮影所
- スーパーバイザー - 井口玲子、明石雅晋
- プロデューサー - 杉山登、森谷雄
- 製作総指揮 - 早河洋
- 製作統括 - 木村純一、丸茂日穂、松本知則、古屋文明、笠原和彦
- 製作者 - 後藤圭介、細川健彦、藤沢美枝子、桃田享造
- 企画 - 岩本太郎、鈴木裕光、半田俊彦、小松賢志、村上比呂夫
- 企画プロデュース - ジェイオフィス
- 製作 - テレビ朝日、九州朝日放送、ギャガ
- 制作協力 - アットムービー
- 配給 - ギャガ

## DVD
- ロッカーズ
- ロッカーズ プレミアムBOX
- ロッカーズ ゴールドディスクセット
- ROCKERS / 可愛いアノ娘